# Charaxes etesipe
Charaxes etesipe är en fjärilsart som beskrevs av Jean Baptiste Godart 1824. Charaxes etesipe ingår i släktet Charaxes och familjen praktfjärilar. Inga underarter finns listade i Catalogue of Life.

## Bildgalleri

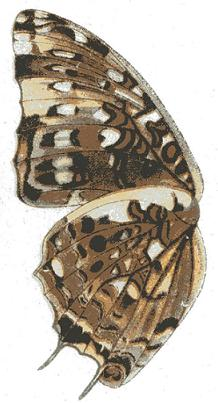
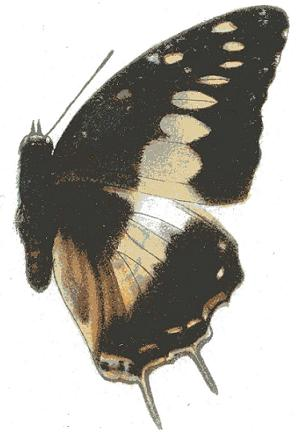
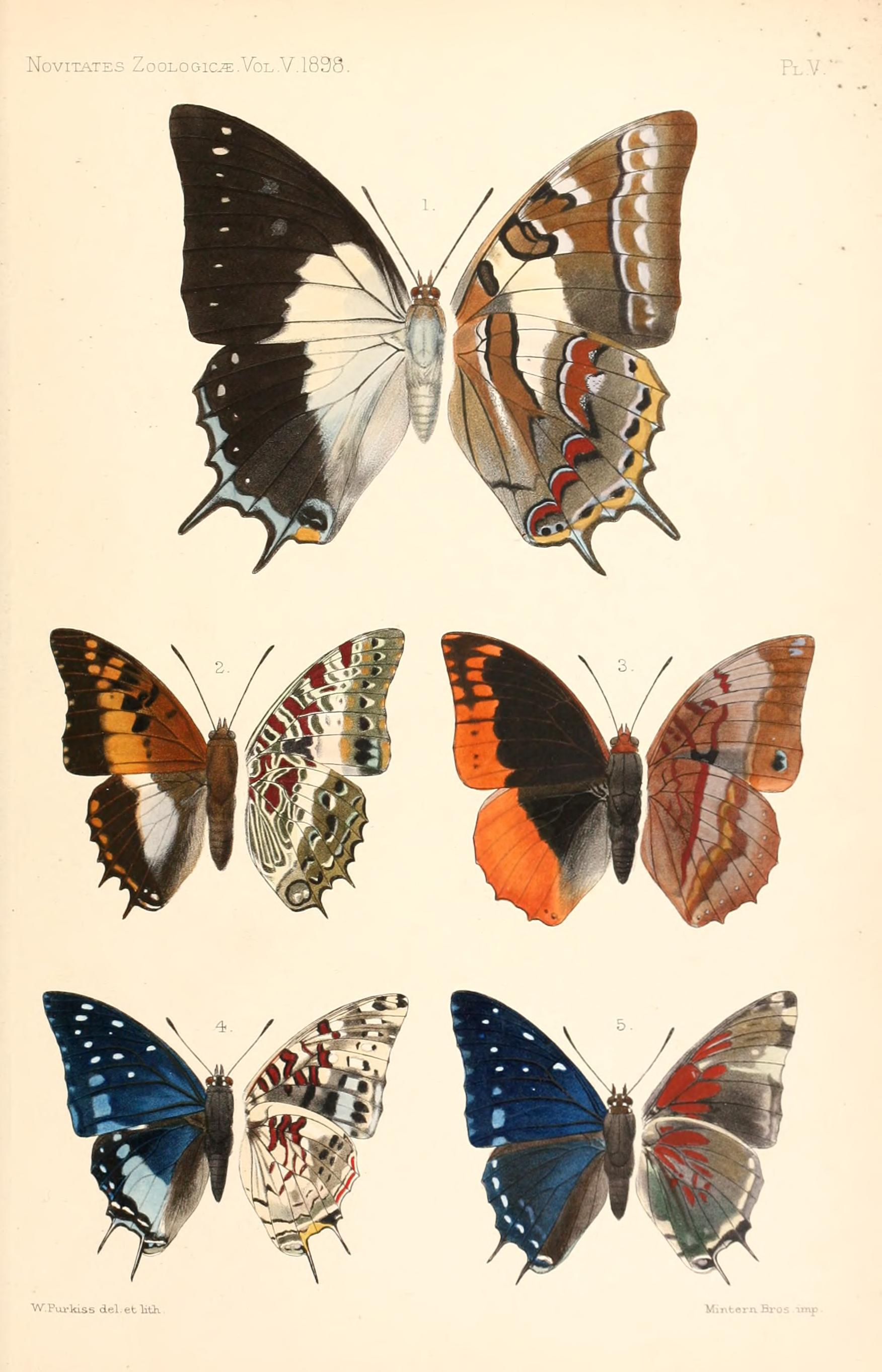
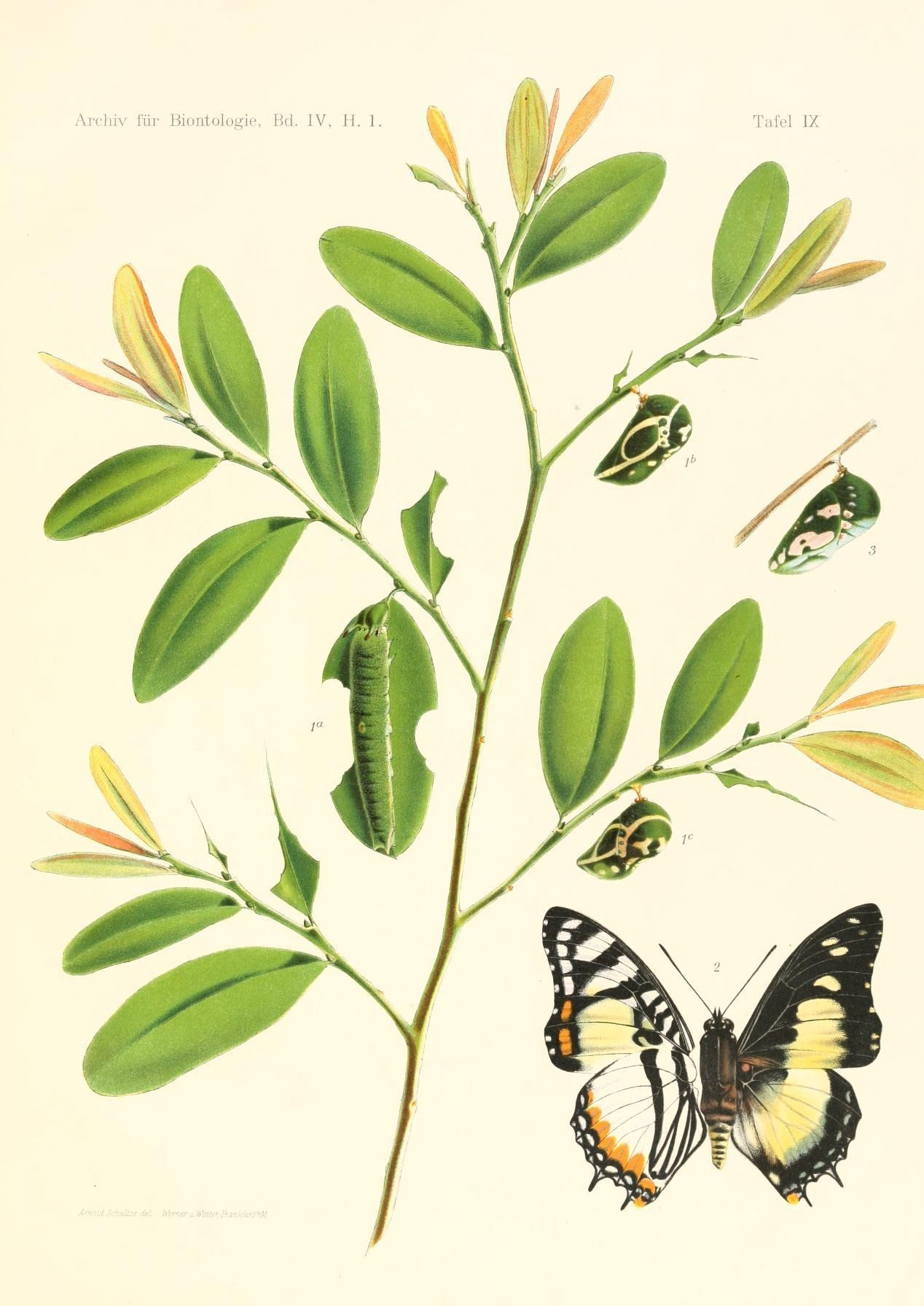